# Malomychajliwka (Kamjanske)
Malomychailiwka (ukrainisch Маломихайлівка; russisch Маломихайловка Malomichailowka) ist ein Dorf in der ukrainischen Oblast Dnipropetrowsk mit 700 Einwohnern.

## Geschichte
Die Gründung des Dorfes wird in der zweiten Hälfte des 19. Jahrhunderts vermutet. Die Landratsgemeinde wurde 1926 gegründet.

## Geographie

### Lage
Malomychailiwka liegt 19 km südlich vom ehemaligen Rajonzentrum Krynytschky und 60 km südwestlich vom Oblastzentrum Dnipro. Durch die Ortschaft verläuft die Territorialstraße T–04–20.

## Verwaltungsgliederung
Am 2. August 2016 wurde das Dorf ein Teil der neugegründeten Siedlungsgemeinde Krynytschky, bis dahin bildete es zusammen mit den Dörfern Dibrowa (Діброва), Nowokalyniwka (Новокалинівка) und Schmakowe (Шмакове) die gleichnamige Landratsgemeinde Malomychajliwka (Маломихайлівська сільська рада/Malomychajliwska silska rada) im Südosten des Rajons Krynytschky.
Am 17. Juli 2020 kam es im Zuge einer großen Rajonsreform zum Anschluss des Rajonsgebietes an den Rajon Kamjanske.